# Aztécký stadion

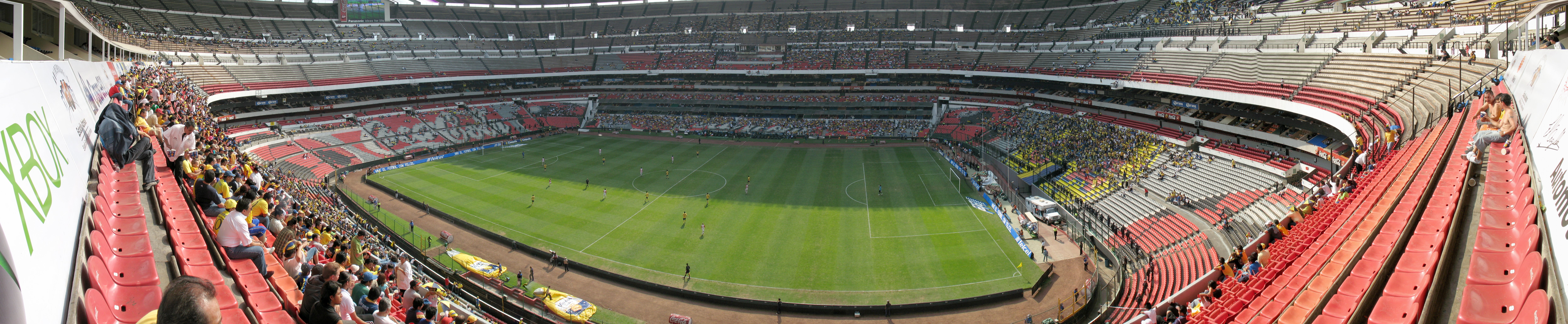
Celkový pohled na interiér Aztéckého stadionu

Aztécký stadion (španělsky Estadio Azteca) je sportovní stadion nacházející se v hlavním městě Mexika, v Ciudad de México ve čtvrti Coyoacán. Jeho kapacita je 104 000 míst, což z něj dělá jeden z největších stadionů světa a největší stadion v Latinské Americe. Je domácím stadionem mexického národního týmu a fotbalového týmu Club América. Mezi významné akce, jež hostil, patří letní olympiáda 1968, fotbalové mistrovství světa 1970 a 1986. Stadión se nachází v nadmořské výšce 2200 m n. m.
Jeho autory jsou architekti Pedro Ramírez Vázquez a Rafael Mijares Alcérreca, kteří projekt vytvořili roku 1962 pro fotbalové mistrovství světa v roce 1970. Výstavba stadionu si vyžádala náklady ve výši 260 milionů peso a k jeho otevření došlo 29. května 1966. V roce 1985 prošel stadion rekonstrukcí.
Jeho hrací plocha je pokryta trávou.

## Nájemci
- Mexická fotbalová reprezentace (od 1966)
- Club América (od 1966)
- Necaxa (1966-1970 a 1982-2003)
- Atlante (1966-1982, 1996-2001 a 2004-2007)
- Pumas UNAM (1967–1969)
- Atlético Español (1970-1982)
- Cruz Azul (1971-1996)

Aztécký stadion hostil celou řadu mezinárodních sportovních soutěží, včetně:
- Letní olympijské hry 1968
- Mistrovství světa ve fotbale 1970
- Panamerické hry 1975
- Mistrovství světa ve fotbale hráčů do 20 let 1983
- Mistrovství světa ve fotbale 1986
- Konfederační pohár FIFA 1999